# Алдено
Алдено (итал. Aldeno) је насеље у Италији у округу Тренто, региону Трентино-Јужни Тирол.
Према процени из 2011. у насељу је живело 2967 становника. Насеље се налази на надморској висини од 205 м.

## Становништво
Према резултатима пописа становништва 2011. у општини је живело 3.036 становника.
| 1931. | 1936. | 1951. | 1961. | 1971. | 1981. | 1991. | 2001. | 2011. |
| ----- | ----- | ----- | ----- | ----- | ----- | ----- | ----- | ----- |
| 1.874 | 1.851 | 1.919 | 1.990 | 2.146 | 2.265 | 2.325 | 2.815 | 3.036 |

## Партнерски градови
- Железна Руда